# 藤井英男
藤井 英男（ふじい ひでお、1913年3月20日 - 2002年10月1日）は、日本の弁護士。日本弁護士連合会会長。

## 略歴
- 1913年 - 東京都で生まれる。
- 1939年 - 九州大学帝国大学法学部卒業、高等試験司法科合格
- 1974年 - 東京弁護士会会長
- 1988年 - 日本弁護士連合会会長(～1990年)
- 1994年 - 勲二等瑞宝章受章[1]
- 2002年 - 心不全のため死亡

## 人物
東京都出身、山口県育ち。1939年九州帝国大学法学部卒業。高等試験司法科合格後、東京弁護士会会長、日本弁護士連合会副会長を経て、1988年日本弁護士連合会会長。
- 金大中事件が起こった際に東京弁護士会長として抗議の声明を出したが、それにより韓国への入国を拒否されることとなった。
- 日弁連会長選挙では、「日弁連の在野性の確立」を訴えた[2]。
- 日弁連会長時に昭和天皇が崩御したことによって実施される大喪の礼に参加を求められていたが、「個人としての判断から出席を見合わせる」との意向を示し、参列を見送った。これに対し、高辻正己法務大臣は記者会見で、欠席の方針に批判的な考えを持っていることを示唆した。
- 1988年に国際連合が被拘禁者人権原則を採択したのを受けて、「わが国の刑事司法を、この原則に照らして全面的に見直すべきだ」とする緊急声明を発表した。

## 著書
- 『働くものの法律知識』（共著・自由法曹団編、1950年）
- 『ゴルフクラブの法律知識』（ゴルフ日本、1979年）
- 『臨司20年の軌跡と今後の課題 : 司法の民主化のために』（東京弁護士会司法問題対策特別委員会編、1986年）